# Курган Костюшко (Поланец)
Курган Костюшко (пол. Kopiec Kościuszki) — искусственный холм, курган, находящийся в городе Поланец, Польша. Курган посвящён польскому национальному герою Тадеушу Костюшко. Считается, что на этом месте 7 мая 1794 года Тадеуш Костюшке провозгласил Поланецкий универсал.

## История
Курган был сооружён в 1917 году в честь 100-летия со дня смерти Тадеуша Костюшко.

## Описание
На вершине кургана располагается латинский крест, к которому ведёт гранитная лестница. У подножия лестницы располагаются два мемориальных камня, на одном из которых находится надпись на польском языке:

«Tu 7.V.1794 r. W obecności Tadeusza Kościuszki i wojska ogłoszono wszem i wobec Uniwersał połaniecki, że odtąd chłopi są pod opieką prawa, że są wolni itd… Odtąd miejsce to stało się kultem i symbolem dążeń społecznych i narodowych w Polsce»
(Здесь 7.V.1794 в присутствии войска Тадеуш Костюшко провозгласил всем и каждому Поланецкий универсал, которым отдавал крестьян под опеку закона, что они становятся свободными и т. д. С того времени это место стало местом поклонения и символом национальных и социальных устремлений в Польше)

## Галерея
- Мемориальный камень
- Мемориальный камень